# Medibank International 2009
Medibank International 2009 — ежегодный профессиональный теннисный турнир в серии ATP 250 для мужчин и премьер серии для женщин. Соревнования в 117-й раз проводится на открытых хардовых кортах Олимпийского теннисного парка в Сиднее, Австралия. Турнир прошёл с 11 по 17 января 2009 года.
Прошлогодние победители:
- в мужском одиночном разряде —  Дмитрий Турсунов
- в женском одиночном разряде —  Жюстин Энен
- в мужском парном разряде —  Ришар Гаске и  Жо-Вильфрид Тсонга
- в женском парном разряде —  Янь Цзы и  Чжэн Цзе

## Соревнования

### Одиночные турниры

#### Мужчины
Давид Налбандян обыграл  Яркко Ниеминена со счётом 6-3, 6-7(9), 6-2.
- Налбандян выигрывает 1-й титул в сезоне и 10-й за карьеру в основном туре ассоциации.
- Ниеминен уступает свой 1-й финал в сезоне и 8-й за карьеру в основном туре ассоциации.

#### Женщины
Елена Дементьева обыграла  Динару Сафину со счётом 6-3, 2-6, 6-1.
- Дементьева выигрывает 2-й титул в сезоне и 13-й за карьеру в туре ассоциации.
- Сафина уступает свой 1-й финал в сезоне и 8-й за карьеру в туре ассоциации.

### Парные турниры

#### Мужчины
Боб Брайан /  Майк Брайан обыграли  Даниэля Нестора /  Ненада Зимонича со счётом 6-1, 7-6(3).
- Братья выигрывают 1-й титул в сезоне и 50-й за совместную карьеру в основном туре ассоциации.

#### Парный разряд
Се Шувэй /  Пэн Шуай обыграли  Натали Деши /  Кейси Дельакву со счётом 6-0, 6-1.
- Се выигрывает 1-й титул в сезоне и 5-й за карьеру в туре ассоциации.
- Пэн выигрывает 1-й титул в сезоне и 4-й за карьеру в туре ассоциации.